# Gircourt-lès-Viéville
Gircourt-lès-Viéville – miejscowość i gmina we Francji, w regionie Grand Est, w departamencie Wogezy.
Według danych na rok 1990 gminę zamieszkiwało 161 osób, a gęstość zaludnienia wynosiła 19 osób/km² (wśród 2335 gmin Lotaryngii Gircourt-lès-Viéville plasuje się na 884. miejscu pod względem liczby ludności, natomiast pod względem powierzchni na miejscu 710.).